# ZONE TV special「ユメハジマッタバカリ」DVD edition
『ZONE TV special「ユメハジマッタバカリ」DVD edition』（ゾーン・テレビ・スペシャル・ユメハジマッタバカリ・ディーブイディー・エディション）は、日本のガールズロックバンド・ZONEの3作目の映像作品。

## 内容
前作『ZONE CLIPS 02〜Forever Side〜』から約6ヶ月ぶりの映像作品。
今作はUHB系にて放送された特別番組『ZONE special「ユメハジマッタバカリ」～南の島の小さな冒険～』の映像を再編集した作品となっており、特典として『DVD special features「ユメノツヅキ」』と題された未公開映像も収録されている。